# Шимон Чиж
Шимон Чиж (пол. Szymon Czyż, нар. 8 липня 2001, Гдиня, Польща) — польський футболіст, півзахисник клубу «Ракув».

## Ігрова кар'єра
Шимон Чиж народився у місті Гдиня. У 2010 році він почав займатися футболом у місцевому клубі «Арка». У 2015 він приєднався до молодіжної команди познаньського «Леха», де провів три роки. Саме там польським півзахисником зацікавились агенти італійського «Лаціо» і у 2018 році Чиж підписав контракт з римським клубом.
Два сезони Шимон Чиж провів у молодіжній команді «Лаціо». З 2020 року футболіста почали залучати до тренувань основи. 28 жовтня 2020 року Чиж дебютував в основі «Лаціо», вийшовши на заміну у матчі Ліги чемпіонів проти бельгійського «Брюгге».
З 2017 року Шимон Чиж є гравцем юнацьких збірних Польщі.

## Титули і досягнення
- Володар Кубка Польщі (1):

«Ракув»: 2021-22
- Володар Суперкубка Польщі (1):

«Ракув»: 2022
- Чемпіон Польщі (1):

«Ракув»: 2022-23